# الثی لوئیس
الثی لوئیس (انگلیسی: Alethea Lewis; ۱۹ دسامبر ۱۷۴۹ – ۱۲ نوامبر ۱۸۲۷) یک رمان‌نویس اهل انگلستان بود.